# Bård Borgersen
Bård Borgersen (Kristiansand, 20 mei 1972) is een voormalig betaald voetballer uit Noorwegen die speelde als verdediger. Hij beëindigde zijn loopbaan in 2011 bij IK Start na eerder onder meer voor Aalborg BK en Odd Grenland te hebben gespeeld.

## Interlandcarrière
Onder leiding van bondscoach Nils Johan Semb maakte Borgersen zijn debuut voor het Noors elftal op 6 oktober 2001 in het WK-kwalificatieduel tegen Armenië (1-4) in Jerevan. Hij scoorde als invaller voor Ronny Johnsen tweemaal in zijn eerste wedstrijd voor de Noren en speelde in totaal tien officiële interlands voor zijn vaderland.

## Erelijst
Odd Grenland
- Noorse beker

2000